# Ройзман, Матвей Давидович
Матве́й Дави́дович Ро́йзман (1896, Москва — 1973, Москва) — русский советский поэт и прозаик, мемуарист.

## Биография
Родился 5 (17) ноября 1896 года в семье состоятельного ремесленника. В детстве на него большое влияние оказал дед — кантонист и большой знаток Талмуда.
В 1914 году с серебряной медалью окончил Московское коммерческое училище в Москве. В 1916 году поступил на юридический факультет Московского университета; одновременно, до 1918 года выступал в различных драматических студиях, затем работал переводчиком в Красной Армии, в 1919—1923 годах вёл культурно-просветительскую работу в армейских клубах.
В 1918—1920 годах стал членом нескольких литературных обществ, был принят во Всероссийский союз поэтов, где позже работал заведующим издательства. В 1920 году примкнул к литературному течению имажинистов, стал секретарём организованной С. А. Есениным «Ассоциации вольнодумцев».
В 1930-е годы работал редактором сценарного отдела киностудии «Межрабпомфильм», много лет занимался общественной работой в Литературном фонде.

### Литературная деятельность
Первые стихи опубликовал в 1918 году в московском журнале «Свободный час». С 1920 года сотрудничал в журнале имажинистов «Гостиница для путешествующих в прекрасном», публиковался в их сборниках «Красивый Алкоголь», «Конский сад», «Имажинисты». Издал в Москве сборники стихов «Мы чем каемся» (1922, в соавторстве с В. Г. Шершеневичем), «Хевронское вино» (1923), «Пальма» (1925). Печатал в газетах и журналах переводы с идиша стихов еврейских поэтов, статьи о литературе и театре. Значительный успех имел его роман «Минус шесть» из жизни нэпманов, вышедший в Москве дважды (1928 и 1930).
В 1932 году на радио с успехом шла его пьеса «Король пианистов», которую поставил Осип Абдулов. Роль Михаила Кроля сыграл Александр Азарин, и это был успешный дебют артиста на радио. В роли Яши была занята Юлия Юльская.
С 1935 года писал в жанре детектива, стал одним из основоположников советской милицейской повести. Создал цикл остросюжетных произведений о капитане милиции Михаиле Мозарине.  По повести «Дело № 306» из этого цикла в 1956 году был снят одноимённый фильм. С 1960-х годов работал над книгой воспоминаний «Всё, что помню о Есенине», вышедшей в 1973 году.
Умер в Москве 19 сентября 1973 года. Похоронен на Химкинском кладбище.

## Избранные сочинения
- Имажинисты : 1925 : [Сб. стихов]. — М.: Изд. авторов, [1925]. — 39 с. — (Рюрик Ивнев, Анатолий Мариенгоф, Матвей Ройзман, Вадим Шершеневич).
- Конский сад : [Сб. стихов]. — М.: Имажинисты, 1922. — [16] с. — (Грузинов, Есенин, Ивнев, Кусиков, Мариенгоф, Ройзман, Шершеневич, Эрдман).
- Ройзман М. Д. Берлинская лазурь : Повесть. — Волк : Повесть. — Ташкент: Гослитиздат УзССР, 1961. — 224 с.
- Ройзман М. Д. Всё, что помню о Есенине. — М.: Сов. Россия, 1973. — 270 с. — 100 000 экз.
- Ройзман М. Д. Дело № 306. — [Волк. — Вор-невидимка : Повести]. — М.: Дет. лит., 1968. — 351 с. — (Б-ка приключений и науч. фантастики). — 50 000 экз.
- Ройзман М. Д. Друзья, рискующие жизнью : [Очерки о работниках милиции]. — [М.]: Профиздат, 1943. — 144 с.
- Ройзман М. Д. … Золотые руки : Из книги: «Соседи пана Пилсудского». — [М.]: Моск. т-во писателей, [1931]. — 72 с.
- Ройзман М. Д. Минус шесть : Роман. — М.: Моск. т-во писателей, 1928. — 219 с.
  - Ройзман М. Д. Минус шесть : Роман. — 2-е изд., доп. — [М.]: Моск. т-во писателей, [1930]. — 257 с.
- Ройзман М. Д. Пальма : [Стихи]. — М.: Всерос. союз поэтов, 1925. — 60 с.
- Ройзман М. Д. Хевронское вино : [Стихи]. — М.: Всерос. союз поэтов, 1923. — 48 с.
- Ройзман М. Д. Хозяева «Зелёной улицы» : [Рассказы]. — [М.]: Профиздат, 1942. — 40 с. — (Бойцы трудового фронта).
- Ройзман М. Д. … Хорошие знакомые. [Парические кустари] : Из книги: «Соседи пана Пилсудского». — [М.]: Моск. т-во писателей, 1931. — 80 с.
- Ройзман М. Д. … Эти господа : Роман. — М.: Моск. т-во писателей, 1932. — 277 с.
- Ройзман М. Д., Шершеневич В. Г. Красный алкоголь : [Стихи]. — [М.]: Имажинисты, 1922. — 22 с.
- Ройзман М. Д., Шершеневич В. Г. Мы чем каемся : [Стихи]. — [М.]: Имажинисты, 1922. — 21 с. — (Моя любовница / Матвей Ройзман. — Ангел катастроф / Вадим Шершеневич).
- Сборник стихов. — [М.]: Всерос. союз поэтов, [1921]-1922. — 30 с. — (Авт.: О. Мандельштам, Н. Хабиас-Комарова, М. Ройзман, Арго, С. Рубанович, М. Златопольский, Т. Левит, Б. Пастернак, Е. Шиллинг, Б. Лапин и др.).
- Ройзман М.Д. Дело номер 306. М., Родина, 2024.